# Geochelone elegans
Geochelone elegans là một loài rùa trong họ Testudinidae. Loài này được Schoepff mô tả khoa học đầu tiên năm 1795.

## Hình ảnh

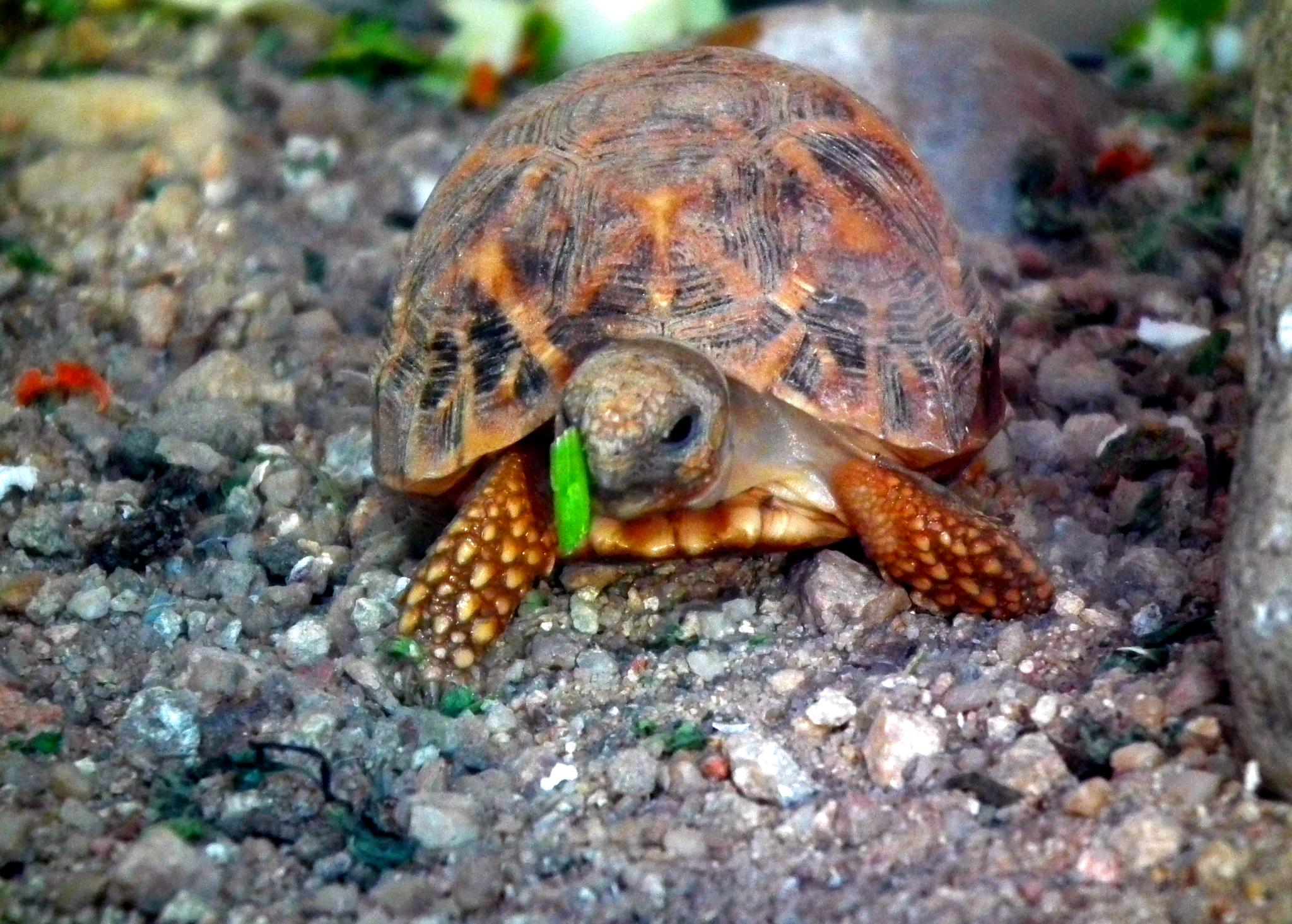
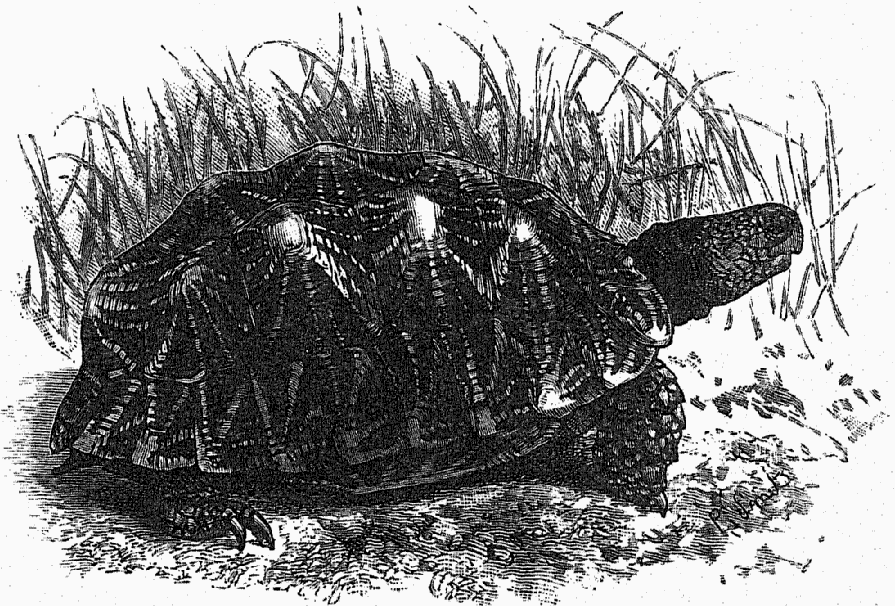
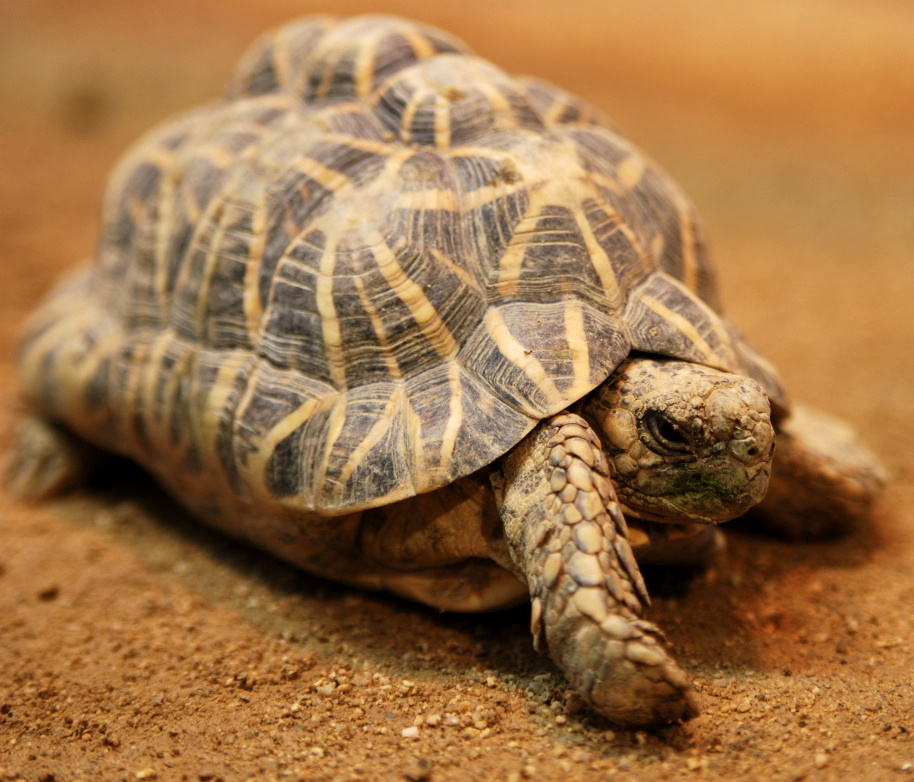
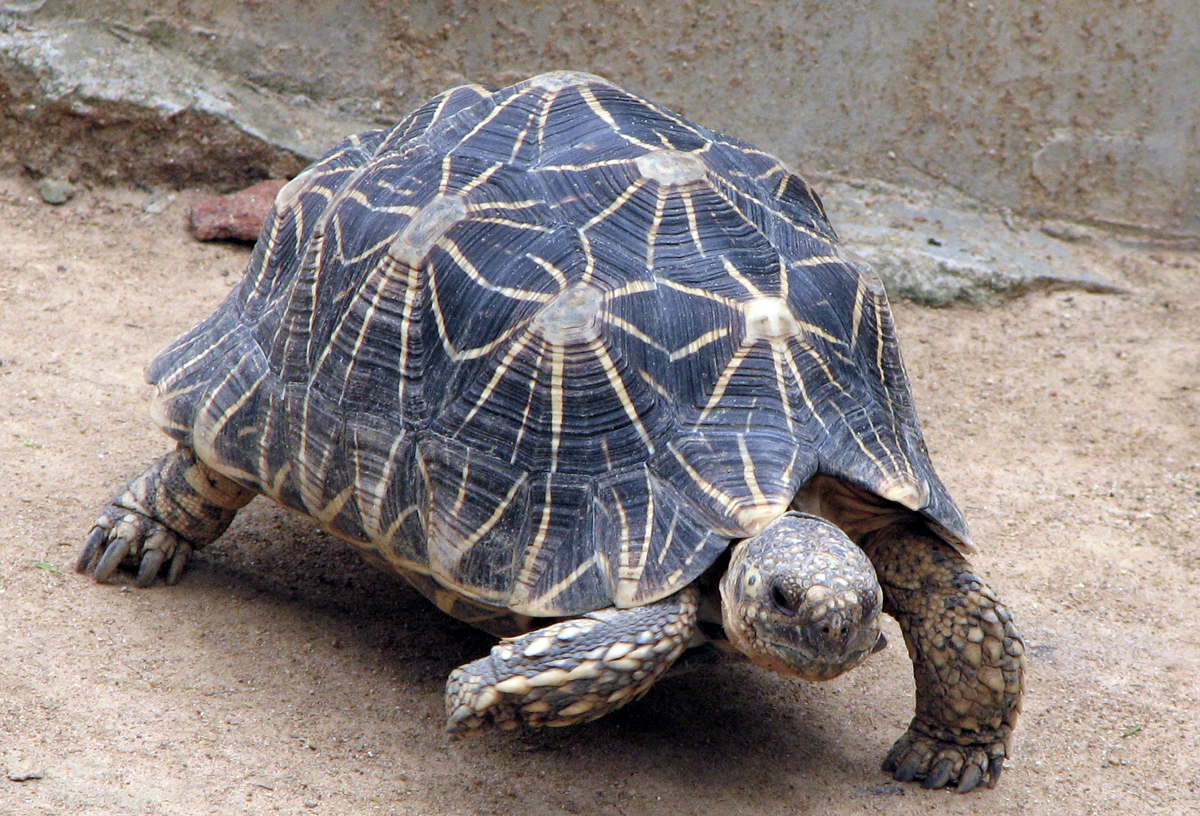
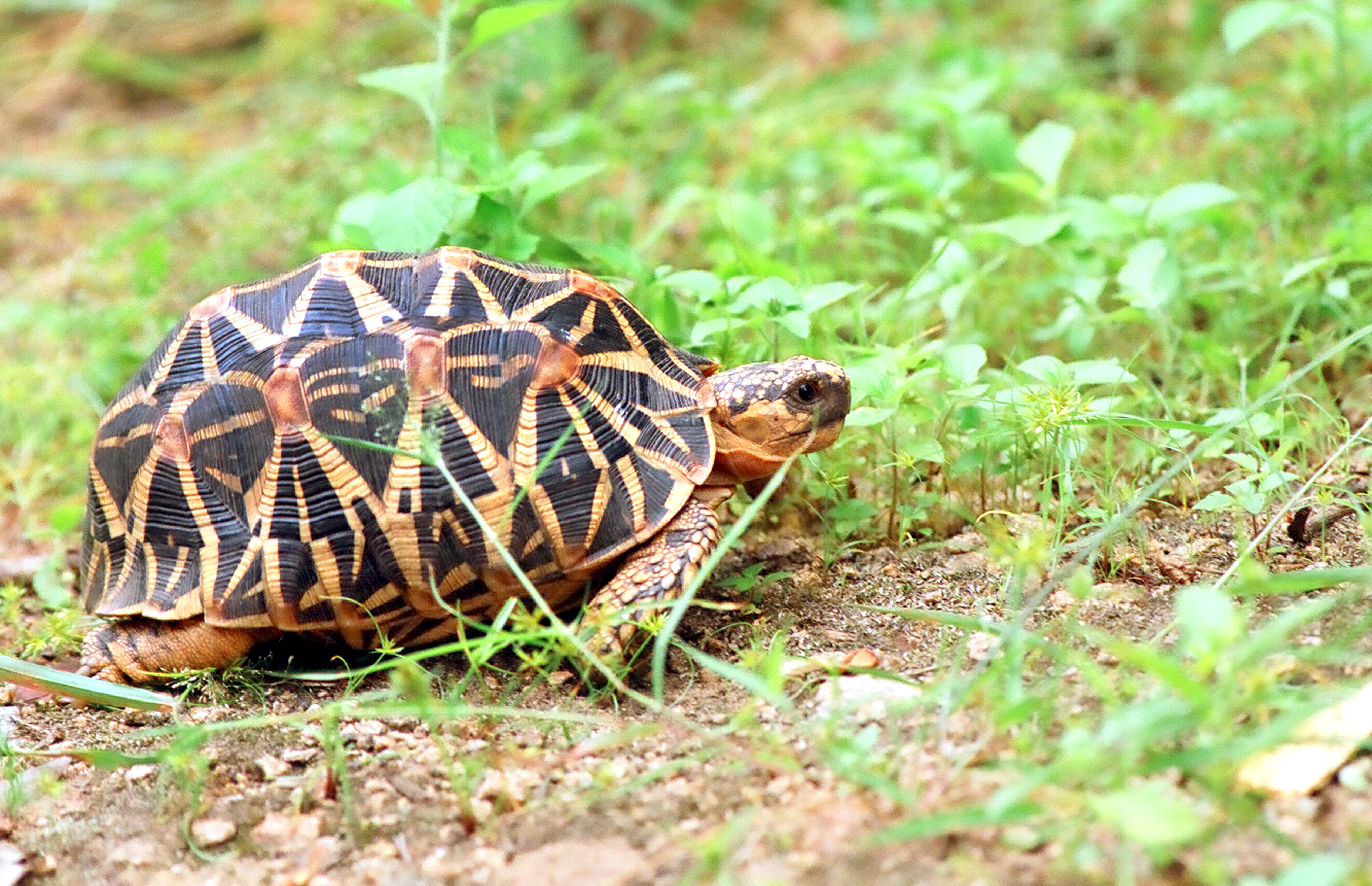